# 1411년

## 연호
- 명(明) 영락(永樂) 9년
- 일본(日本) 오에이(応永) 18년
- 후 쩐 왕조(後陳朝) 쭝꽝(重光) 3년

## 기년
- 명(明) 성조 영락제(成祖 永樂帝) 9년
- 조선(朝鮮) 태종(太宗) 11년
- 후 쩐 왕조(後陳朝) 중광제(重光帝) 3년

## 탄생
- 음력 8월 10일 - 조선의 박원형(朴元亨)
- 음력 윤12월 19일 - 조선의 이정녕(李正寧)
- 월일 미상 - 조선의 강곤(康袞)·송문림(宋文琳)·이채(李寀)

## 사망
- 음력 2월 15일 - 조선의 참지의정부사(參知議政府事) 윤사수(尹思修)
- 음력 5월 22일 - 조선의 참지의정부사 이조(李慥)
- 음력 6월 4일 - 조선의 이성군(利城君) 서유(徐愈)
- 음력 6월 9일 - 조선의 경기도관찰사(京畿都觀察使) 김천석(金天錫)
- 음력 10월 6일 - 조선의 이성도병마사(泥城都兵馬使) 신유현(辛有賢)
- 음력 10월 8일 - 조선의 개성유후(開城留後) 허응(許應)
- 음력 10월 15일 - 조선의 판강릉대도호부사(判江陵大都護府事) 조휴(趙休)
- 음력 10월 19일 - 조선의 검교의정부좌정승(檢校議政府左政丞) 이성중(李誠中)
- 음력 11월 13일 - 조선의 개성유후 안원(安瑗)
- 음력 11월 29일 - 조선의 우군동지총제(右軍同知摠制) 고봉례(高鳳禮)